# Егенґбуда
Егенґбуда (д/н — бл. 1602) — 7-й великий оба (володар) держави Едо в 1580—1602 роках. Мав прізвисько «Нищитель».

## Життєпис
Син великого оби Оргоґбуа. Успадкував трон близько 1580 року. Невдовзі походом проти держави Іджебу підтвердив владу над нею. В подальшому здійснював походи проти невеличких держав Акуре і Ілеша, змусив місто-державу Ову (Ово) знову платити данину. Впровадив посаду езомо (очільника війська у поході). Перг=шим на цю посаду призначив вождя Екеніка. 
Проте держава Екіті відмовилася платити данину, оскільки визнала зверхність держави Ойо. Починається перша війна за гегемонію між Ойо та Едо (Беніном). Місцем протистояння стали держави Акоко і Екіті. Відомо про великий похід бенінського війська проти Ойо. В подальшому було підкорено місто-державу Огіді, після чого перейменовано на Агбор. Також підкорено місто Убулу-Уку. 
Лише незадовго до самої смерті Егенґбуди було укладено мирний договір з Абіпою, алаафіном Ойо, щодо встановлення кордону біля міста Отун (столиці Екіті), внаслідок чого більша частина Екіті увійшла до складу держави Едо (Бенін). 
Загинув Егенґбуда близько 1602 року під час морської бурі, що перекинув його бойовий каное. Йому спадкував син Огуан.